# Tryton (księżyc)
Tryton (Neptun I, gr. Τρίτων) – największy księżyc Neptuna. Został odkryty przez Williama Lassella 10 października 1846 roku, 17 dni po odkryciu samej planety. Jest ósmym księżycem Neptuna licząc od powierzchni planety macierzystej. Nazwa pochodzi z mitologii greckiej. Tryton był synem Posejdona, greckiego odpowiednika rzymskiego Neptuna.

## Orbita
Tryton jest jedynym dużym księżycem w Układzie Słonecznym, który porusza się ruchem wstecznym wokół macierzystej planety (nachylenie orbity do równika planety wynosi 157°). Taki ruch wyklucza powstanie księżyca w tym samym rejonie dysku planetarnego co planeta, wokół której krąży. Tryton został więc przechwycony przez pole grawitacyjne Neptuna, najprawdopodobniej z pasa Kuipera. Średnia odległość od planety wynosi 354,8 tys. km i jest bardzo podobna do odległości Księżyca od Ziemi. Tryton powoli zbliża się do Neptuna i przypuszczalnie za 1,4 do 3,6 miliarda lat zderzy się z planetą bądź rozpadnie się na niewielkie fragmenty, tworząc system pierścieni o wielkości porównywalnej z posiadanymi przez Saturna.

### Konsekwencje przechwycenia
Przechwycenie Trytona może tłumaczyć kształt orbity Nereidy, krążącej dalej od planety niż Tryton, po orbicie o największym mimośrodzie spośród znanych księżyców w Układzie Słonecznym. Tryton obecnie porusza się po orbicie prawie idealnie kołowej, ale tak zapewne nie było w przeszłości. Po przechwyceniu jego orbita przecinała orbity regularnych księżyców i w wyniku oddziaływania grawitacyjnego wytrącił Nereidę na obecną orbitę, przypuszczalnie powodując także zmiany orbit księżyców krążących bliżej Neptuna.

## Charakterystyka fizyczna

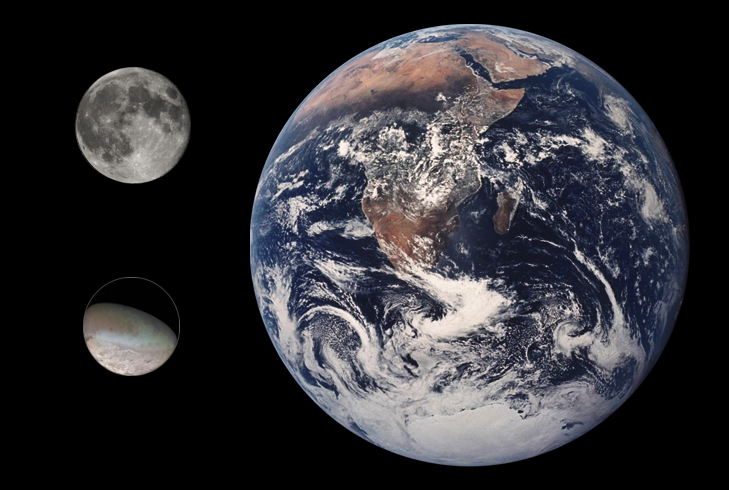
Tryton, Ziemia i Księżyc w skali

Średnia gęstość Trytona wynosi ok. 2,07 g/cm³; składa się on prawdopodobnie w 25% z wody (w postaci lodu) i w 75% z materiału skalnego. Duża zawartość lodu pozwala zaliczyć go do księżyców lodowych. Na powierzchni Trytona panują jedne z najniższych temperatur z zaobserwowanych na powierzchni ciał Układu Słonecznego: temperatura w okolicach południowego bieguna wynosi 35,6 K. Mimo to Tryton jest aktywny geologicznie. Voyager 2 zaobserwował erupcje kriowulkaniczne, wyrzucające płynny azot, pył i metan 8 km ponad powierzchnię. Za aktywność kriowulkaniczną odpowiedzialne są prawdopodobnie zmiany pór roku. Gdy zwiększa się kąt, pod jakim powierzchnia Trytona jest oświetlana przez Słońce, więcej światła przenika warstwę azotowego lodu i jest absorbowane przez materię leżącą poniżej. Część azotu przechodzi ze stanu stałego w ciekły i zostaje wyrzucona ponad powierzchnię. Satelita posiada także cienką atmosferę zbudowaną przede wszystkim z azotu, z niewielką domieszką metanu. Ciśnienie atmosferyczne wynosi ok. 1 Pa.

### Pory roku

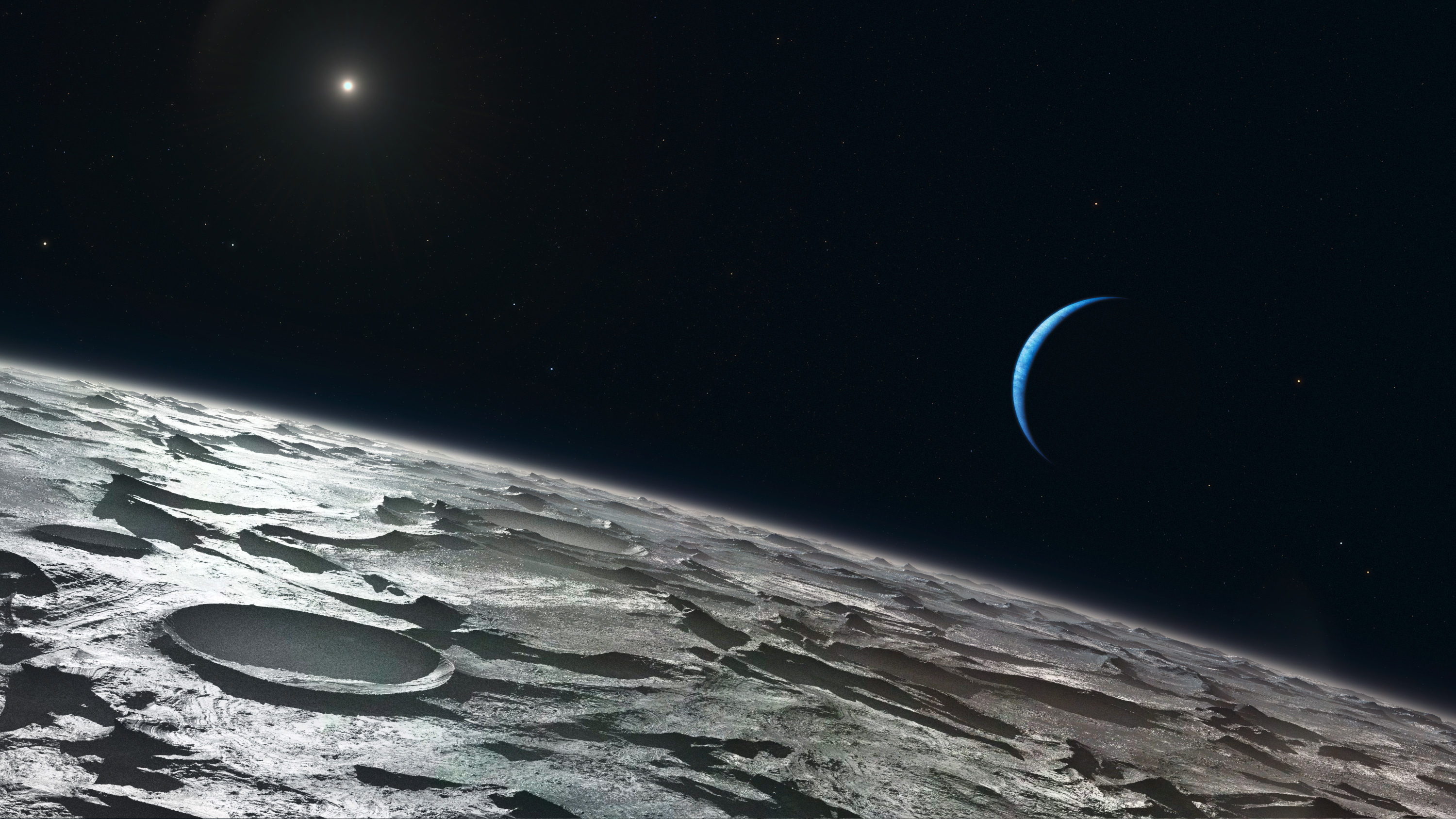
Powierzchnia i cienka atmosfera Trytona – wizja artystyczna (ESO)

Ponieważ oś obrotu Trytona jest ustawiona pod kątem 157° w stosunku do osi obrotu Neptuna i pod kątem 130° do płaszczyzny orbity Neptuna, w pewnych okresach roku jeden z biegunów jest stale zwrócony w stronę Słońca. Neptun okrąża Słońce co 165 lat, w tym czasie bieguny zamieniają się pozycjami, co skutkuje radykalnymi sezonowymi zmianami, gdy zmienia się biegun oświetlany przez promienie słoneczne. Zmiany orbity i osi obrotu sprawiają, że co 700 lat występują wyjątkowo ciepłe okresy. Ostatnie takie „wielkie lato” nastąpiło w 2007 roku.
W czasie przelotu Voyagera 2 w kierunku Słońca zwrócony był południowy biegun Trytona. Zdjęcia z tego przelotu pokazały czapę polarną złożoną z zamarzniętego azotu i metanu, pokrywającą prawie całą południową półkulę. Ciśnienie atmosferyczne było równe ok. 1,4 Pa. W 1998 roku, wykorzystując zakrycie przez Trytona odległej gwiazdy, stwierdzono podwojenie się gęstości atmosfery, co może sugerować, że czapa polarna powoli sublimuje. Pomiary wykonane w 2010 roku teleskopem VLT wskazują, że ciśnienie wzrosło do wartości 4,0–6,5 Pa.

### Geologia
Tryton jest bardzo podobny pod względem wielkości do Plutona. Przypuszcza się, że są podobne także pod względem budowy i składu chemicznego. Ponieważ Tryton został przechwycony przez Neptuna sugeruje się, że oba ciała powstały w tych samych rejonach Układu Słonecznego. Badania trajektorii lotu sondy Voyager 2 pokazują, że wnętrze Trytona jest zbudowane w dużej części z materiału skalnego, najprawdopodobniej z dużym metalicznym jądrem. Skupione jest w nim 2/3 całej masy satelity, co jest rzadko spotykane wśród księżyców; tak duże jądro posiadają tylko Io i Europa.
Powierzchnia jest pokryta w większości zestalonym azotem z domieszkami suchego lodu, lodu wodnego, a także tlenku węgla i metanu w stanie stałym. Dzięki temu Tryton bardzo dobrze odbija światło słoneczne, od 60 do 95%.

### Topografia

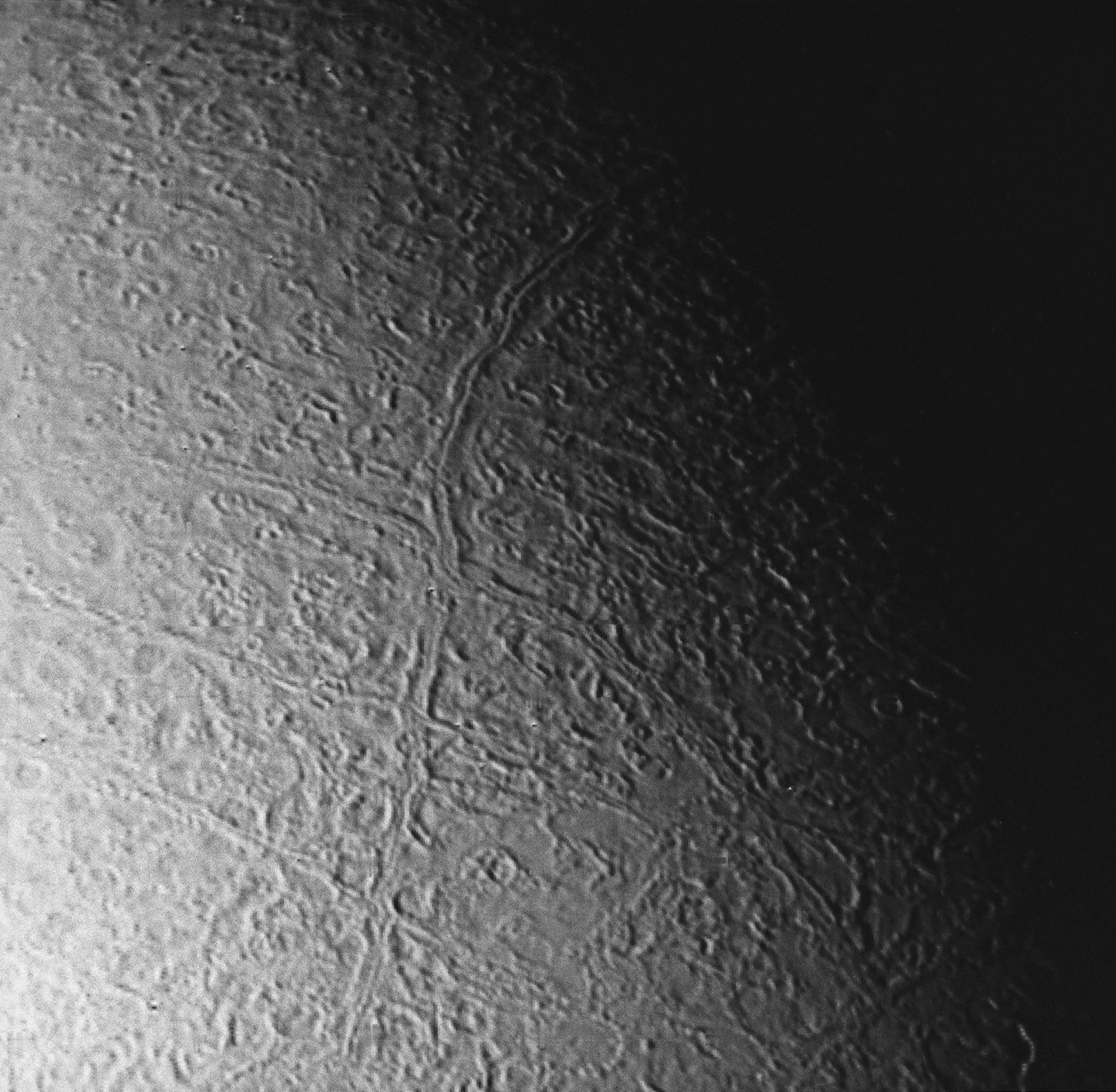
Detal powierzchni

Powierzchnia Trytona jest równa 4,5% powierzchni Ziemi (liczonej wraz z oceanami). Na powierzchni występują obszary o różnej gęstości, od 2,07 do 2,3 g/cm³. Charakterystyczne dla Trytona są tereny kantalupowe, przypominające wyglądem skórkę melona. Struktury te można dostrzec na szerokości np. 0° – 30°N. Tę cechę mają m.in. tereny Bubembe Regio oraz Monad Regio położone na północy Trytona. Innymi charakterystycznymi formacjami są bruzdy mające kilkaset kilometrów. Na powierzchni Trytona sklasyfikowano ich 12. Przykładem takiej struktury jest Yasu Sulci czy Lo Sulci.

### Atmosfera
Tryton jest jednym z niewielu aktywnych geologicznie księżyców w Układzie Słonecznym. Skutkiem tej aktywności jest obecność w atmosferze Trytona takich gazów jak amoniak, metan i dwutlenek węgla. Pierwszy raz atmosfera księżyca została zbadana w 1989 roku przez sondę Voyager 2. Wykonane w 2010 roku pomiary z wykorzystaniem spektrografu pasma podczerwonego CRIRES pozwoliły na dokładny wgląd w aktualny stan atmosfery.
Choć otrzymane wyniki istotnie się różnią, nie oznacza to błędu w poprzednich pomiarach. Różnice mogą wynikać z występujących na Trytonie pór roku, trwających po 40 lat ziemskich. Nowe pomiary miały miejsce, gdy na południowej półkuli księżyca panuje lato, natomiast przelot Voyagera miał miejsce późną wiosną. Według nich, ciśnienie atmosferyczne wynosi obecnie na Trytonie 4,0–6,5 Pa, a nie 1,4 Pa jak zmierzył tę wartość Voyager. Potwierdza to hipotezę, że latem dodatkowo zasila atmosferę sublimacja gazów, jak dwutlenek węgla czy metan, których w 2001 roku wykryto znacznie więcej niż przed 20 laty. Z przeprowadzonych badań wynika też, że stężenie dwutlenku węgla jest wyższe w górnych warstwach atmosfery niż przy powierzchni. Obecność pór roku potwierdziły w kwietniu 2010 roku badania przeprowadzone przy użyciu teleskopu VLT. W czasie obserwacji na księżycu panowało lato, które rozpoczęło się w roku 2000.

## Badania Trytona

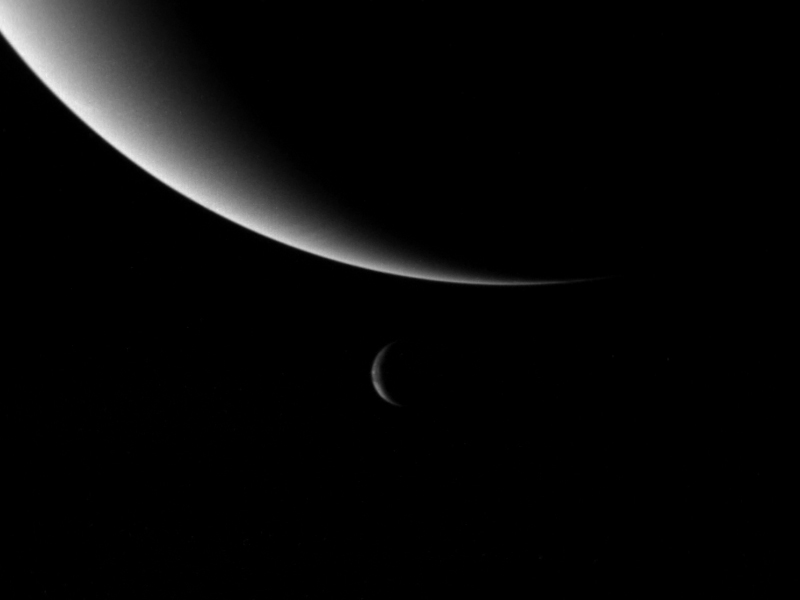
Neptun i Tryton, Voyager 2

Jedyną sondą, która dotarła do Neptuna i Trytona, był Voyager 2. Trajektorię sondy zaplanowano tak, by przeleciała blisko księżyca, co doprowadziło do wyrzucenia sondy poza płaszczyznę ekliptyki. W efekcie przelotu uzyskano wiele zdjęć, zwłaszcza południowej półkuli Trytona. Odkryty został między innymi kriowulkanizm (gejzery). Poza tymi krótkimi obserwacjami, Tryton pozostaje niezbadany przez sondy.